# Baltische voetbalbond
De Baltische voetbalbond (Duits: Baltischer Rasen- und Wintersport-Verband) was een regionale voetbalbond in Duitsland voor Noordoost-Duitsland (Oost-Pruisen, West-Pruisen, Danzig, Pommeren en Memelland. Tegenwoordig behoort het grootste gedeelte van dit gebied niet meer tot Duitsland; op Voor-Pommeren na behoort het tot Polen, Rusland en Litouwen.
De bond werd op 26 januari 1908 opgericht als de Baltischer Rasensport-Verband en in december 1910 werd de naam Baltischer Rasen- und Wintersport-Verband aangenomen. In 1927 veranderde de naam in Baltischer Sport-Verband.
Aanvankelijk speelden er enkel teams uit Memelland, Oost- en West-Pruisen in de competities. Vanaf 1911 namen ook teams uit Pommeren deel en pas vanaf 1913 teams uit de Pommerse hoofdstad Stettin. Na de Eerste Wereldoorlog werd West-Pruisen afgestaan aan Polen en verdwenen deze teams. De teams uit Danzig bleven wel over. In de jaren twintig werd ook Memelland aan Litouwen afgestaan, al bleef SpVgg Memel aanvankelijk wel in de competitie van Oost-Pruisen spelen.
Vanaf 1925 namen ook de clubs uit Voor-Pommeren deel, die voorheen in de competitie van de Noord-Duitse voetbalbond speelden. Na 1930 werd Pommeren overgeheveld naar de Brandenburgse voetbalbond.
De teams uit de Baltische voetbalbond waren zwakker dan de overige Duitse teams en het niveau kan vergeleken worden met de tweede klasse. Geen enkel team kon in de Duitse eindronde doorstoten tot de finale.
Nadat de NSDAP aan de macht kwam in 1933 werden alle regionale voetbalbonden ontbonden.

## Overzicht kampioenen
| Seizoen | Winnaar                    | Runner-Up             | Uitslag       |
| 1908    | VfB Königsberg             | BuEV Danzig           | 11-0          |
| 1909    | VfB Königsberg             | BuEV Danzig           | 1-0           |
| 1910    | Prussia-Samland Königsberg | BuEV Danzig           | 2-1           |
| 1911    | SC Lituania Tilsit         | SV Ostmark Danzig     | 4-2           |
| 1912    | BuEV Danzig                | VfB Königsberg        | 3-2           |
| 1913    | Prussia-Samland Königsberg | BuEV Danzig           | 7-1           |
| 1914    | Prussia-Samland Königsberg | Stettiner FC Titania  | N/A           |
| 1915    | niet gespeeld              | niet gespeeld         | niet gespeeld |
| 1916    | niet gespeeld              | niet gespeeld         | niet gespeeld |
| 1917    | niet gespeeld              | niet gespeeld         | niet gespeeld |
| 1918    | niet gespeeld              | niet gespeeld         | niet gespeeld |
| 1919    | niet gespeeld              | niet gespeeld         | niet gespeeld |
| 1920    | Stettiner FC Titania       | VfL Danzig            | N/A           |
| 1921    | VfB Königsberg             | Stettiner SC          | N/A           |
| 1922    | VfB Königsberg             | Stettiner FC Titania  | N/A           |
| 1923    | VfB Königsberg             | Stettiner SC          | N/A           |
| 1924    | VfB Königsberg             | Stettiner SC          | N/A           |
| 1925    | VfB Königsberg             | Stettiner FC Titania  | N/A           |
| 1926    | VfB Königsberg             | Stettiner SC          | N/A           |
| 1927    | Stettiner FC Titania       | VfB Königsberg        | N/A           |
| 1928    | VfB Königsberg             | SC Preußen Stettin    | N/A           |
| 1929    | VfB Königsberg             | Stettiner FC Titania  | 9-1           |
| 1930    | VfB Königsberg             | VfB Stettin           | 4-0           |
| 1931    | Prussia-Samland Königsberg | VfB Königsberg        | N/A           |
| 1932    | Hindenburg Allenstein      | Viktoria Stolp        | N/A           |
| 1933    | Prussia-Samland Königsberg | Hindenburg Allenstein | N/A           |

## Deelnemers eindronde
| Club                          | /21 |
| ----------------------------- | --- |
| VfB Königsberg                | 15  |
| Stettiner FC Titania          | 10  |
| BuEV Danzig                   | 9   |
| SV Prussia-Samland Königsberg | 7   |
| Elbinger SV 05                | 4   |
| Stettiner SC                  | 4   |
| Preußen Danzig                | 4   |
| SV Neufahrwasser 1919         | 4   |
| SV Schutzpolizei Danzig       | 4   |
| SV 1910 Allenstein            | 3   |
| SC Lituania Tilsit            | 3   |
| SpVgg Memel                   | 3   |
| Viktoria Stolp                | 3   |
| SC Graudenz                   | 2   |

| Club                     | /21 |
| ------------------------ | --- |
| SV Hindenburg Allenstein | 2   |
| SC Preußen Insterburg    | 2   |
| Rastenburger SV 08       | 2   |
| Danziger SC              | 2   |
| VfB Stettin              | 2   |
| SV Ostmark Danzig        | 1   |
| SV Marienwerder          | 1   |
| Seminar SV Thorn 09      | 1   |
| Hertha Schneidemühl      | 1   |
| FC Preußen Gumbinnen     | 1   |
| Germania Stolp           | 1   |
| SV Viktoria Allenstein   | 1   |
| SC Preußen Stettin       | 1   |
| Polizei SV Elbing        | 1   |

1907/08 · 1908/09 · 1909/10 · 1910/11 · 1911/12 · 1912/13 · 1913/14 · 1914/15 · 1915/16 · 1916/17 · 1917/18 · 1918/19 · 1919/20 · 1920/21 · 1921/22 · 1922/23 · 1923/24 · 1924/25 · 1925/26 · 1926/27 · 1927/28 · 1928/29 · 1929/30 · 1930/31 · 1931/32 · 1932/33